# Une femme ordinaire
Une femme ordinaire (Обычная женщина) est une série télévisée russe diffusée en Russie depuis 2018 pour la saison 1 (9 épisodes) et 2021 pour la saison 2 (8 épisodes). Elle est diffusée pour la première fois en France depuis septembre 2022 sur Arte.tv.

## Synopsis
Marina est une quadragénaire russe. Fleuriste et honnête mère de famille en façade, maquerelle en secret, elle jongle entre ses filles et ses deux activités. Le fragile équilibre semble menacé lorsqu’elle reçoit un appel téléphonique à propos de l’une de ses escorts.
Une comédie dramatique grinçante qui fait la part belle aux femmes de tête, quel que soit leur métier.

## Production

### Distribution
- Anna Mikhalkova : Marina
- Eugeniy Griskovets : Artiom
- Yulia Melnikova : Galina
- Alexandra Bortitch : Zhenya
- Maria Andreeva : Nika
- Elizaveta Koronova : Katya Lavrova
- Tatiana Doguileva : Antonia Lavrova
- Aglaya Tarasova (en) : Sveta
- Daniil Vorobyov : Misha
- Semyon Shomin : Sasha
- Konstantin Ivanov : Shakhotin
- Anton Vasilev : Fedya
- Aleksandr Oblasov (ru) : Anatoliy
- Stasya Miloslavskaya (en) : Lena

### Fiche technique
Sauf indication contraire, les informations mentionnées dans cette section peuvent être confirmées par la base de données cinématographiques IMDb,  présente dans la section « Liens externes ».
- Titre original : Обычная женщина (Obychnaya zhenshchina)
- Titre anglais et français : An ordinary woman
- Création : Valery Fedorovich (ru), Evgeny Nikishov (ru)
- Réalisation : Boris Khlebnikov
- Scénario : Aleksandr Sobichevskiy, Natalia Mechtchaninova
- Direction artistique : Denis Madyshev
- Costumes : Alana Snetkova
- Musique : Dmitriy Emelyanov (ru)
- Casting : Natalia Krasilnikova, Elena Mikhailova
- Production : Denis Madyshev
- Sociétés de production : Igor Ogibin, Oleg Rytov
- Sociétés de distribution (télévision) : TV3 chanel, Lookfilm
- Pays de production :  Russie
- Langue originale : russe
- Genre : drame
- Durée : 40–55 minutes
- Lieux de tournage : Russie
- Date de première diffusion : 2018

## Épisodes

### Première saison (2018)
Composée de neuf épisodes, la première saison est diffusée depuis 2018.
1. Honnête mère de famille
2. Cacher le cadavre
3. L'enquête est lancée
4. Suspect identifié
5. Mensonges
6. Obsession
7. La vérité
8. Soumis à la pression
9. Kidnapping

### Deuxième saison (2021)
Composée de huit épisodes, la première saison est diffusée depuis 2021.
- L'accouchement
- Entrer dans le business
- Le piège
- Le client fortuné
- Titre inconnu en français
- Titre inconnu en français
- Titre inconnu en français
- Titre inconnu en français

## Accueil

### Réception critique
La série est notée 3.1 sur 5 par les téléspectateurs sur le site d’Allociné.